# Музей ордена Улыбки

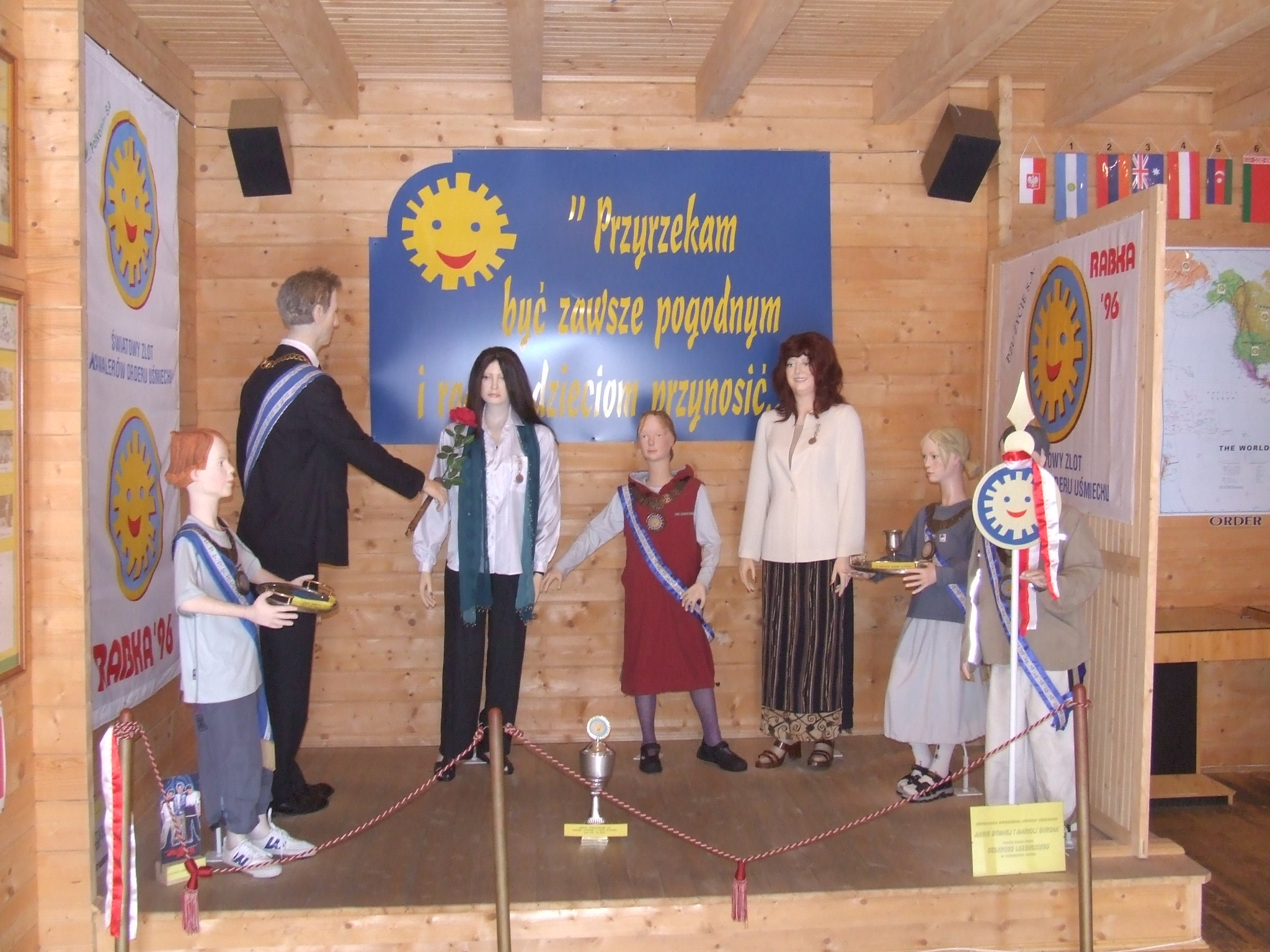
Интерьер музея

Музей ордена Улыбки (пол. Muzeum Orderu Uśmiechu) — музей, находящийся на территории детского развлекательного парка «Рабколэнд» в городе Рабка-Здруй, Польша. Музей экспонирует материалы, связанные с историей ордена Улыбки.

## История
В 1996 году Международный совет ордена Улыбки принял решение созвать I Съезд кавалеров ордена. Местом проведения съезда был выбран польский город Рабка-Здруй, известный детский курорт с конца XIX века. Международный совет ордена Улыбки сообщил новосонченскому воеводе, что город Рабка-Здруй удостоен звания «Город детей мира». 1-2 июня 1996 года в Рабка-Здруе состоялся съезд кавалеров ордена Улыбки. В это же время в детском реабилитационном центре по улице Детла, 2 был открыт Музей ордена Улыбки. В открытии участвовала супруга польского президента Йоланта Квасьневская и канцлер Международного совета ордена Улыбки Цезары Леженский.
В 1997 году состоялся в Рабке-Здруе состоялся II Съезд кавалеров ордена Улыбки. Ранее Музей ордена Улыбки был перемещён в начальную школу № 2 по улице Сондецкой.
В 2003 году по случаю 35-летия учреждения ордена Улыбки музей был перемещён в специально построенный деревянный домик на территории луна-парка «Рабколэнд».

## Экспозиция
Экспозиция представляет шесть манекенов, представляющих польских кавалеров ордена Улыбки. На стенах музея висят портреты канцлеров ордена Улыбки и карта мира, на которой отмечены страны, граждане которых награждены орденом Улыбки. В музее также представлены различные личные вещи кавалеров.